# 長崎銀屋町教会
長崎銀屋町教会（ながさきぎんやまちきょうかい）は、元日本メソジスト教会で、現在は日本基督教団の教会。

## 歴史
1873年(明治6年)に米国メソジスト監督教会の宣教師J・C・デヴィソンが、8月末より長崎に着任し、9月から出島で伝道を始めた。1876年(明治9年)1月30日に教会堂と牧師館を設立し、出島美以教会と言われた。デヴィソンが初代牧師に就任した。
1893年(明治23年)に笹森卯一郎が日本人の初代牧師に就任する。1904年(明治37年)に東山手に移転してウェスレー教会と改称された。出島美以教会は1904年に長崎市銀屋町に移築され、長崎中央教会と改称、後に長崎銀屋町教会と改称された。1917年には元日本ホーリネス教会の米田豊が牧師に就任する。
1907年(明治40年)に日本メソヂスト教会が設立されると、ウェスレー教会は日本長崎中央教会になる。1929年(昭和4年)鎮西学院が竹之久保へ移転するときに、1929年に東山手教会と城山教会に分かれて発展解消された。東山手教会は活水学院構内にあったので政府の命令で1943年(昭和18年)に解散させられて、長崎銀屋町教会と合併した。1964年(昭和39年)に火災のために長崎銀屋町教会の会堂は焼失した。現在の建物は1965年(昭和40年)再建。設計ウィリアム･ヴォーリズ、施工鉄川与八郎（鉄川与助の次男）。
城山教会は1945年（昭和20年）8月9日、米軍の原爆により倒壊した。